# Amenodoro Urdaneta
José Amenodoro Aurelio Urdaneta y Vargas (Bogotá, 14 de enero de 1829-Caracas, 3 de enero de 1905) fue un artista polímata, político y diplomático colombiano de ascendencia venezolana. El Papa León XIII lo nombraria de Caballero de la Orden Pio IX por su defensa de la religión católica en sus escritos.En 1864 fue diputado por Guárico y firmante de la Constitución Federal.
Es considerado uno de los grandes escritores de la historia de Venezuela, siendo clave en la educación de niños y jóvenes en su país. Así mismo resaltó como crítico literario, pintor, periodista e intelectual. También ocupó varios cargos públicos en la tierra de su padre, el general Rafael Urdaneta, siendo presidente de Apure antes de su erección como estado en 1864.

## Biografía

### Nacimiento y exilio
Amenodoro Urdaneta Vargas, nació en Bogotá, el 14 de enero de 1829, en un hogar acomodado de militares y políticos colombo-venezolanos.
Tras el retiro de la presidencia de Colombia por enfermedad de Simón Bolívar, su padre -gran amigo del Libertador- asumió de facto el cargo el 4 de septiembre de 1830, derrocando al Gral. Domingo Caycedo -quien era el encargado tras la elección de Joaquín Mosquera como presidente-. Luego de la muerte de Bolívar, y tras una revuelta civil, Urdaneta abandonó el cargo el 2 de mayo de 1831.
Tras su salida forzosa del gobierno, Urdaneta y su familia vagaron por varias ciudades de Colombia y de intentar un asilo político en su natal Venezuela, hasta que en 1832 se le permitió establecerse en la Provincia de Coro, donde Amenodoro pasó sus primeros años de vida y se educó con maestros particulares en el Colegio Independencia.

## Familia
José era miembro de las prestigiosas familias castrenses Urdaneta y París. Su padre era el reputadísimo militar y político venezolano, Gral. Rafael Urdaneta, y su madre era Dolores Vargas París, dama colombiana, heroina de la independencia y proveniente de una respetada familia de militares.
Su padre era primo del militar uruguayo Francisco Urdaneta -casado con la hija del francés Luis Girardot y hermana del militar colombiano Atanasio Girardot de quien desciende la rama colombiana a la que pertenecen los artistas Alberto Urdaneta, Alberto Urdaneta Forero y Roberto Urdaneta Gómez; y los políticos Roberto Urdaneta y Jorge Leyva Urdaneta.
Su madre era hija del ilustrado criollo colombiano Ignacio de Vargas Tavera y sobrina de los próceres de la Independencia José Ignacio, Manuel, Mariano, Antonio y Joaquín París Ricaurte; todos hijos de José Martín París Álvarez y de Genoveva Ricaurte Mauris quien era tía de Antonio Ricaurte Lozano, y éste a su vez sobrino de Jorge Tadeo Lozano y nieto de Jorge Miguel Lozano, Marqués de San Jorge, el padre de Jorge.

## Obras
- La batalla de Santa Inés. Canto a Zamora (1864).
- El libro de la infancia, por un amigo de los niños (1865).
- Jesucristo y la Incredulidad. Obra escrita para responder á la “Vida de Jesús” de Mr Renan y otras opiniones heréticas, etc (1866).
- Manual de ortografía castellana (1876?).
- Cervantes y la crítica (1877).
- Catecismo republicano, o sea La constitución política de Venezuela: adaptada al uso de las escuelas primarias (1877).
- Discursos leídos en la Academia Nacional de la Historia en la recepción pública del Sr. don Manuel Fombona Palacio; con Manuel Fombona Palacio (1901).